# Daniele Bosone
Daniele Bosone (Pavia, 4 dicembre 1962) è un politico e neurologo italiano.

## Biografia
Laureato in Medicina e Chirurgia, specializzato in Neurologia, inizia da giovanissimo la sua carriera politica, prima come consigliere di quartiere, poi consigliere comunale a Pavia.
Ricopre la carica di Assessore alla Cultura, Sport, Tempo Libero e Giovani, poi Assessore ai Lavori Pubblici, Viabilità e Traffico con il sindaco Andrea Albergati.
Iscritto al Partito Democratico, è eletto nel 2006 Senatore della Repubblica, rieletto nel 2008, fino al 2011 è vicepresidente della Commissione Sanità.
Si è candidato per la carica di presidente della Provincia di Pavia, sostenuto da PD, IDV, SEL e una lista civica a suo nome. Il 30 maggio 2011, è stato eletto al ballottaggio Presidente della provincia di Pavia battendo col 51,2% dei voti il candidato del PdL e della Lega Nord, il medico ed assessore uscente della giunta Poma, Ruggero Invernizzi.
Termina il suo mandato il 3 agosto 2016.